# فرانچسکو ساوریو نیتی
فرانچسکو ساوریو نیتی (انگلیسی: Francesco Saverio Nitti؛ ۱۹ ژوئیهٔ ۱۸۶۸ – ۲۰ فوریهٔ ۱۹۵۳) یک اقتصاددان و شخصیت سیاسی ایتالیایی بود. نیتی یکی از اعضای حزب رادیکال ایتالیا و بین سال‌های ۱۹۱۹ تا ۱۹۲۰ نخست‌وزیر ایتالیا بود. او که از مخالفان رژیم فاشیستی ایتالیا بود، در تمام دوران فعالیت خود با هر نوع دیکتاتوری مخالف بود. نیتی بر اساس دایره المعارف کاتولیک در "نظریه‌های جمعیت بیش از حد"، از منتقدان سرسخت اقتصاددان انگلیسی توماس رابرت مالتوس و اصل جمعیت او بود. نیتی جمعیت و سیستم اجتماعی (۱۸۹۴) را نوشت.

## حرفه
نیتی در ملفی، باسیلیکاتا به دنیا آمد، در ناپل حقوق خواند و پس از آن به عنوان روزنامه‌نگار فعالیت خود را شروع کرد.